# Пиразол
Пиразол — пятичленный гетероцикл, аналог пиррола, в котором группировка -СН- в положении 2 заменена на атом азота; изомерен имидазолу.

## Свойства
По своим химическим свойствам сходен с ароматическими углеводородами (легко нитруется, сульфируется), обладает кислотно-основными свойствами.

## Получение
Пиразол получают конденсацией акролеина с гидразином.

## Применение
Применение получили красители и лекарственные препараты на основе производных пиразола, и в особенности пиразолона. Азимсульфурон — мощный гербицид.